# Такуаритинга-ду-Норти
Такуаритинга-ду-Норти (порт. Taquaritinga do Norte) — муниципалитет в Бразилии, входит в штат Пернамбуку. Составная часть мезорегиона Сельскохозяйственный район штата Пернамбуку. Входит в экономико-статистический микрорегион Алту-Капибариби. Население составляет 21 124 человека. Занимает площадь 450,77 км². Плотность населения — 46,86 чел./км².

## Статистика
- Индекс развития человеческого потенциала на 2000 год составляет 0,688 (данные: Программа развития ООН).